# 曾一智
曾一智（1954年—2017年2月19日）女，生于北京，中华人民共和国文物保护志愿者。

## 生平
1954年，曾一智生于北京。后随担任《光明日报》副刊主任编辑的父亲下放来到黑龙江省哈尔滨市定居。后来曾一智进入《黑龙江日报》社工作。1998年3月，已担任《黑龙江日报》副刊部文学编辑17年的曾一智参与创办《黑龙江日报》哈尔滨新闻版，成为旨在保护历史文化遗产的《黑龙江日报·城与人》专刊编辑，并开始投身文物保护事业。《城与人》创刊号为《穿越博物馆广场》，文章追述了哈尔滨的圣尼古拉教堂被红卫兵摧毁的过程。
在《城与人》专刊，曾一智连续多年发表哈尔滨文物保护的文章，呼吁保护濒危历史建筑、历史街区。在她的努力下，全国重点文物保护单位侵华日军第731部队细菌弹壳厂窑体、哈尔滨市一类保护建筑原中东铁路中心医院药剂室兼药剂师住宅、太阳岛俄罗斯别墅群、同兴街花园洋房群落、中东铁路沿线数百座历史建筑等等，都被挽救下来。曾一智还唤醒了许多人的文物保护意识，一些文物保护志愿者聚集到她身边共同努力，使赵尚志养伤处、侵华日军第731部队宿舍、日俄协会学校等大批历史建筑获得确认，仅在哈尔滨市便有100余处，且均被列入第三次全国文物普查范围。2004年3月，在《黑龙江日报》社贾宏图社长的压力下，《城与人》停刊。
2000年代起，曾一智等人已将文物保护工作延伸到北京、天津、武汉等地。此后，曾一智多次为北京市、黑龙江省、辽宁省、山西省等地濒危历史建筑、历史街区奔走。她成为了中国文物学会会员，并且在2005年成为中国古迹遗址保护协会首位个人会员。
2009年，因哈齐客运专线改扩建，计划拆除哈尔滨市具有百年历史的滨洲铁路桥。黑龙江省文物保护志愿者曾一智、郑琦、姚稷当即起草《关于修改哈齐城际高速铁路设计方案、整体保护铁路历史建筑群的紧急建议》，分别提交黑龙江省人民政府、哈尔滨市人民政府。2010年1月，哈尔滨市人民政府决定原样保留滨洲铁路桥，并在滨洲铁路桥下游新建铁路桥。
2000年代，北京前门大街开始改造，前门大街东侧大批普查登记文物建筑被拆除。曾一智对此表示关注，积极揭露违法拆除事件。2011年，在北京刘老根会馆开业前夕，曾一智向北京市东城区文化委员会实名举报刘老根会馆涉嫌破坏北京晋翼会馆文物原状。
曾一智在文物保护活动中曾多次遇到袭击。2002年9月，曾一智在哈尔滨车辆厂搬迁改造现场拍照时，被一名壮汉抡到一边并抢走相机。2007年7月，哈尔滨中华巴洛克一期工程中强拆老房子，曾一智在现场被人拦住，交涉中被人打伤住进医院。2010年4月，哈尔滨中华巴洛克二期项目居民搬迁时，虽然专家论证方案是保护几乎全部历史建筑，但其中的金剑啸烈士故居等历史建筑仍然遭到砸毁，曾一智为保护这些历史建筑而被人拽出人群殴打。
生命最后几年，曾一智为保住哈尔滨市的全国重点文物保护单位霁虹桥，多次致电致信国家文物局、黑龙江省文化厅。2017年2月6日，曾一智更新了最后一篇微博：“再见了，霁虹桥！”
2017年2月19日，曾一智在黑龙江省哈尔滨市病逝，享年62岁。文物保护界人士纷纷表示哀悼。国家文物局分管领导也专门发来唁电。